# Antoine Rater
Antoine Rater est un homme politique français né le 5 novembre 1797 à Lyon (Rhône) et décédé le 31 août 1857 à Lyon.
Magistrat, substitut à Montbrison, il est maire de la ville et député de la Loire de 1831 à 1834, siégeant dans la majorité soutenant la Monarchie de Juillet.

## Sources
- « Antoine Rater », dans Adolphe Robert et Gaston Cougny, Dictionnaire des parlementaires français, Edgar Bourloton, 1889-1891 [détail de l’édition]